# Encyclopedia Galactica
Encyclopedia Galactica (nebo též Encyclopædia Galactica) je fiktivní encyklopedie budoucí lidské civilizace obsahující souhrn všech vědomostí nashromážděných mnohamiliardovou populací za tisíce let historie. Jméno evokuje největší tištěnou encyklopedii na světě – Encyclopædia Britannica.

## Encyclopedia Galactica z prostředí Nadace Isaaca Asimova

### Historie
V příbězích série Nadace amerického spisovatele Isaaca Asimova má Encyclopedia Galactica důležitou roli. Poprvé se objevila v povídce "Nadace" (Astounding Science Fiction, květen 1942), která poté byla přetištěna jako kapitola "Encyklopedisté" v knize Nadace (1951).

### Příběh
Encyclopedia Galactica je médium obsahující souhrn dostupných informací a znalostí z první  Galaktické říše. Zpočátku fyzické médium je postupně komputerizováno a zaznamenává všechny nové podněty lidského bádání a historické události. Tuto činnost mají na starost tzv. Encyklopedisté. Skupina Encyklopedistů se vytvořila kolem postavy Hariho Seldona a zabývala se sbíráním a řazením dat na Trantoru – hlavní planetě první Galaktické říše, odkud jsou vypovězeni na Terminus. Hari Seldon pomocí vědy zvané psychohistorie předvídá galaktické Říši 30 000 let úpadku. Sám se proto přičiní o vyhoštění z Trantoru a založení Nadace na planetě na periferii Galaxie Terminus, jejímž cílem má být vytvoření obsáhlé encyklopedie, díky čemuž má být období úpadku sníženo na pouhých 1000 let. Malý svět se postupně stabilizuje a rozrůstá, vytvoří zárodek druhé Galaktické říše, objevuje nové technologie a postupně začíná sjednocovat rozdrobené planety vesmíru – pozůstatky první Říše – nacházející se v různém stupni anarchie a chaosu.
Isaac Asimov uvádí Encyclopedii Galacticu těmito slovy:

ENCYCLOPEDIA GALACTICA
- Všechny zde reprodukované citace jsou převzaty ze 116. edice publikované v roce 1 020 éry Nadace nakladatelstvím Encyclopedia Galactica Publishing Co., Terminus, se svolením nakladatele.

## Stopařův průvodce po Galaxii
Ve sci-fi knize Douglase Adamse Stopařův průvodce po Galaxii, která je první ze stejnojmenné humorné série byla Galaktická encyklopedie nahrazena příručkou, jak uvádí poznámka v úvodu knihy: 
| „                              | V mnoha ležérnějších civilizacích na Východním okraji naší Galaxie dokonce Stopařův průvodce nahradil velkou Galaktickou encyklopedii jakožto zdroj veškerého vědění a moudrosti, neboť – ač má mnoho mezer a spousta informací je pochybných nebo přinejmenším hodně nepřesných – má proti starší a prozaičtější příručce dvě nesporné výhody. Jednak je o něco levnější, a především má na obálce velký vlídný nápis: NEPROPADEJTE PANICE. | “ |
| — Stopařův průvodce po Galaxii | |   |